# Фикс, Дмитрий Яковлевич
Дми́трий Я́ковлевич Фикс (17 апреля 1962 года, Москва) — российский кинорежиссёр и продюсер.

## Биография
Родился 17 апреля 1962 года в Москве.
В 1984 году окончил Московский электротехнический институт связи (МЭИС), а в 1992 году — режиссёрский факультет ГИТИСа, мастерскую Анатолия Васильева.
С 1990 года начал работать режиссёром в главной редакции учебных и научно-популярных программ Центрального телевидения. Снимал телевизионную программу «Испанский язык» и документальные фильмы «Цветы на камень Мандельштама», «Картины жизни и творчества Сэмюэля Беккета», «Макс Волошин», «Память», «Большой оркестр».
Режиссёр более 300 музыкальных видео и рекламных роликов.
В 1995 году снял музыкальный фильм «Старые песни о главном» для телеканала ОРТ. В 1996—2001 годах был творческим директором ЗАО «Телепроект», созданного при киностудии им. Горького и выпускавшего телепрограммы для каналов НТВ, РТР и «Культура». Среди них — «Графоман», «Сладкая жизнь», «Положение вещей», «Дежурная часть», «Урмас Отт с…» и другие. В 2001 году основал кинокомпанию «Мотор фильм студия».
В 2002 году за вклад в развитие адвокатуры и повышение роли престижа адвокатской деятельности награждён Золотой медалью имени Ф. Н. Плевако как создатель сериала «Линия защиты».
В 2009 году перенёс на российскую сцену знаменитый Вест-Ендовский и Бродвейский спектакль «39 ступеней», обладателя двух премий Tony Award 2008, двух премий Drama Desk Award 2008 и премии Laurence Olivier Award 2007. Право на постановку спектакля приобретено более чем 15 странами мира.
В 2010 году решением Совета Федеральной палаты адвокатов Российской Федерации награждён медалью «За заслуги в защите прав и свобод граждан» I степени за создание сериала «Адвокат».
В настоящее время — режиссёр и продюсер художественных фильмов, телевизионных сериалов, а также театральных проектов.
Член Ассоциации продюсеров кино и телевидения (АПКиТ).

## Театральные проекты
Спектакль «39 ступеней» — Москва, 2009 год.

## Фильмография

### Режиссёр
- 2025 — Бес попутал
- 2024 — Любви не бывает?
- 2022 — Еврей
- 2022 — Свингеры
- 2015 — Любовь и море
- 2015 — Чужая милая
- 2014 — Неприкасаемая
- 2013 — Бальзаковский возраст, или Все мужики сво… 5 лет спустя
- 2012 — Белый мавр, или Интимные истории о моих соседях
- 2012 — Братья
- 2010 — Человек ниоткуда
- 2008 — Неидеальная женщина
- 2008 — Московский жиголо
- 2006 — Большая любовь
- 2005 — Второй фронт
- 2004 — Бальзаковский возраст, или Все мужики сво… Самый лучший праздник
- 2003 — 2017 — Адвокат
- 2003 — Моя родня
- 2002 — 2007 — Бальзаковский возраст, или Все мужики сво…
- 2002 — Линия защиты
- 1999 — Хорошие и плохие
- 1995 — Старые песни о главном

### Продюсер
- 2023 — Моя ужасная сестра 2
- 2023 — Помилование
- 2022 — Еврей
- 2022 — Свингеры
- 2021 — Моя ужасная сестра
- 2021 — Маруся Фореvа!
- 2021 — Новая жизнь Маши Соленовой (сериал)
- 2021 — Спасите Колю!
- 2020 — Тень звезды
- 2019 — Сестренка
- 2019 — Поленов. Наследие
- 2019 — Поленов и Европа
- 2018 — Проводник
- 2017 — Знакомство
- 2017 — Трасса смерти
- 2016 — Адвокат. Продолжение
- 2015 — Любовь и море
- 2015 — Анка с Молдаванки
- 2015 — Чужая милая
- 2014 — Косатка
- 2014 — След Пираньи
- 2014 — Я больше не боюсь
- 2013 — Подари мне немного тепла
- 2013 — Человек ниоткуда
- 2013 — Бальзаковский возраст, или Все мужики сво… 5 лет спустя
- 2012 — Судебная ошибка
- 2012 — Удиви меня
- 2012 — Шаповалов
- 2012—2013 — Семейный детектив
- 2012 — Белый мавр, или Интимные истории о моих соседях
- 2012 — Братья
- 2011—2012 — По горячим следам
- 2011 — Пыльная работа
- 2010 — Седьмая жертва
- 2010 — Человек ниоткуда
- 2010 — Сердце матери
- 2010 — Русский шоколад
- 2009 — Будь со мной
- 2009 — Преступление будет раскрыто
- 2009 — Откройте, милиция!
- 2008 — Черничный пирог из серии Шпионские игры
- 2008 — Ускользающая мишень из серии Шпионские игры
- 2008 — Неидеальная женщина
- 2008 — Побег из серии Шпионские игры
- 2008 — Неофициальная версия из серии Шпионские игры
- 2008 — Московский жиголо
- 2008 — Частный визит из серии Шпионские игры
- 2008 — Живая бомба из серии Шпионские игры
- 2007 — Излучатель смерти из серии Шпионские игры
- 2007 — Без прикрытия из серии Шпионские игры
- 2007 — Тринадцатый сектор из серии Шпионские игры
- 2007 — Месть из серии Шпионские игры
- 2006 — Большая любовь
- 2006 — Ловушка для мудреца из серии Шпионские игры
- 2006 — Охота на чёрного волка из серии Шпионские игры
- 2004 — Бальзаковский возраст, или Все мужики сво… Самый лучший праздник
- 2004 — Нелегал из серии Шпионские игры
- 2003 — Моя родня
- 2003 — 2017 — Адвокат
- 2002 — 2007 — Бальзаковский возраст, или Все мужики сво…
- 2002 — Времена не выбирают
- 2002 — Линия защиты
- 1999 — Хорошие и плохие